# محیی‌الدین شهرزوری
محیی‌الدین شهرزوری (۱۱۱۶-۱۱۹۰م) (نسب: محمد بن عبدالله بن قاسم بن مظفّر شهرزوری) قاضی، کاتب و شاعرکُردتبار عربی در سدهٔ ششم هجری بود.

## زندگی
در سال ۱۱۱۶م/۵۱۰ق در موصل زاده شد. نخست از عموی پدرش «ابوبکر بن قاسم» دانش آموخت و به بغداد رفت. آنجا نزد یکی از شاگردانش غزالی فقه آموخت. به منصبِ قضاوت موصل رسید. به شام رفت و قضاوت آنجا را به نیابت از پدرش گرفت. در رمضان ۵۵۵ق، قاضی حلب شد.

پس از درگذشت پدرش، نزد امیرِ حلب، جایگاهش بالا رفت. تا حدی که در شعبان ۵۷۳ق/۱۱۷۸م تدبیر امور سرزمین حلب به او تفویض شد. پس از این، شهرزوری خانه‌نشین شد و به موصل بازگشت.

در موصل، منصب قضاوت را عهده‌دار شد و به تدریس نیز پرداخت؛ در مدرسه‌ای که پدرس ساخته بود. همچنین در مدرسهٔ نظامیه نیز تدریس داشت. چندی امور موصل به او تفویض شده بود، از سوی امیر آن.

محیی‌الدین شهرزوی در ۱۸ ژوئیه ۱۱۹۰م / ۱۴ جمادی‌الثانی ۵۸۶ق درگذشت.